# Sportklub Austria Klagenfurt
Lo Sportklub Austria Klagenfurt, meglio noto come Austria Klagenfurt, è una società calcistica austriaca con sede a Klagenfurt am Wörthersee, capoluogo della Carinzia. Fondata nel 2007, ha iniziato a competere nel campionato austriaco nel 2010. Il club ha ripreso la denominazione e i colori dello storico SK Austria Klagenfurt, fondato nel 1920 e rinominato in Fussballclub Kärnten nel 1999. Milita in Bundesliga, la massima serie del campionato austriaco. Il club predecessore è il club più titolato della Carinzia e ha già giocato nelle massime divisioni austriache durante la stagione 1962-63, dal 1965 al 1970, dal 1973 al 1976, dal 1982 al 1989 e dal 2001 al 2004. Nel 2001 ha raggiunto il suo più grande successo nella storia del club vincendo la Coppa d'Austria. 
I colori sociali sono il viola e il bianco. La squadra gioca le partite casalinghe nel Wörthersee Stadion, uno dei quattro impianti austriaci sede di Euro 2008.

## Storia
Lo Sportklub Austria Klagenfurt è considerato una rifondazione dello Sportklub Austria Klagenfurt, fondato il 1º giugno 1920, che nel 1999 si è fuso con il Villacher SV per formare il FC Kärnten. Dopo la stagione 2008/09, questo club ha dovuto ritirarsi dalle competizioni. Dal 2010/11, la nuova Austria Klagenfurt partecipa alle competizioni della Regionalliga Mitte (terza divisione). Nella stagione 2014/15 ha conquistato il titolo di campione e dopo due partite di play-off contro il SC/ESV Parndorf è salita in Zweite Liga, dove ha affrontato altri club tradizionali come Austria Salzburg, Wacker Innsbruck e Linzer ASK. Nella primavera del 2016 allo Sportklub Austria è stata negata la licenza per la stagione successiva e ha dovuto tornare alla Regionalliga Mitte alla fine della stagione, nonostante si fosse qualificato sportivamente all'ottavo posto per la Zweite Liga. La promozione di nuovo in Zweite Liga è avvenuta solo nel 2017/18, poiché la Zweite Liga è stata ampliata da 10 a 16 squadre e il club è stato in grado di soddisfare tutti i requisiti finanziari. Nella stagione 2020/21, l'Austria è stata promossa per la prima volta dalla stagione 2003/04 (come FC Kärnten) nella massima serie nazionale. Dal 2021/22, lo Sportklub Austria gioca di nuovo in Bundesliga austriaca.

## Palmarès

### Competizioni nazionali
- Fußball-Regionalliga: 1

2014-2015

## Statistiche e record

### Partecipazione ai campionati
| Livello | Categoria          | Partecipazioni | Debutto   | Ultima stagione | Totale |
| ------- | ------------------ | -------------- | --------- | --------------- | ------ |
| 1º      | Fußball-Bundesliga | 2              | 2021-2022 | 2022-2023       | 2      |
| 2º      | Erste Liga         | 1              | 2015-2016 | 2015-2016       | 4      |
| 2º      | 2. Liga            | 3              | 2018-2019 | 2020-2021       | 4      |
| 3º      | Regionalliga       | 7              | 2010-2011 | 2017-2018       | 7      |

### Partecipazione alle coppe
| Competizione | Partecipazioni | Debutto   | Ultima stagione | Totale |
| ------------ | -------------- | --------- | --------------- | ------ |
| ÖFB-Cup      | 13             | 2010-2011 | 2022-2023       | 13     |

## Organico

### Rosa 2024-2025
Aggiornata al 13 settembre 2024.
| N. |                               | Ruolo | Calciatore         |
| -- | ----------------------------- | ----- | ------------------ |
| 1  | Austria (bandiera)            | P     | Marco Knaller      |
| 2  | Paesi Bassi (bandiera)        | D     | Solomon Bonnah     |
| 3  | Austria (bandiera)            | D     | Matthias Dollinger |
| 5  | Austria (bandiera)            | C     | Bego Kujrakovic    |
| 6  | Austria (bandiera)            | C     | Tobias Koch        |
| 7  | Austria (bandiera)            | A     | Florian Jaritz     |
| 8  | Grecia (bandiera)             | C     | Kosmas Gkezos      |
| 9  | Austria (bandiera)            | A     | Nicolas Binder     |
| 10 | Macedonia del Nord (bandiera) | A     | David Toševski     |
| 11 | Stati Uniti (bandiera)        | A     | Sebastian Soto     |
| 14 | Austria (bandiera)            | C     | Christopher Cvetko |
| 16 | Germania (bandiera)           | C     | Iba May            |
| 17 | Italia (bandiera)             | D     | Simon Straudi      |

| N. |                          | Ruolo | Calciatore             |
| -- | ------------------------ | ----- | ---------------------- |
| 18 | Togo (bandiera)          | C     | Dikeni Salifou         |
| 19 | Austria (bandiera)       | D     | Niklas Szerencsi       |
| 24 | Austria (bandiera)       | C     | Christopher Wernitznig |
| 27 | Germania (bandiera)      | D     | Jonas Kühn             |
| 29 | Germania (bandiera)      | C     | Laurenz Dehl           |
| 30 | Austria (bandiera)       | P     | Simon Spari            |
| 31 | Austria (bandiera)       | D     | Thorsten Mahrer        |
| 34 | Austria (bandiera)       | D     | Jannik Robatsch        |
| 41 | Austria (bandiera)       | P     | Alexander Turkin       |
| 77 | Germania (bandiera)      | A     | Ben Bobzien            |
| 80 | Corea del Sud (bandiera) | C     | Min-young Lee          |
| 95 | Austria (bandiera)       | C     | Philipp Wydra          |

### Rosa 2023-2024
Aggiornata al 8 marzo 2024.
| N. |                        | Ruolo | Calciatore         |
| -- | ---------------------- | ----- | ------------------ |
| 1  | Austria (bandiera)     | P     | Marco Knaller      |
| 2  | Paesi Bassi (bandiera) | D     | Solomon Bonnah     |
| 3  | Austria (bandiera)     | D     | Matthias Dollinger |
| 4  | Serbia (bandiera)      | D     | Nikola Đorić       |
| 5  | Austria (bandiera)     | C     | Bego Kujrakovic    |
| 6  | Marocco (bandiera)     | C     | Ali Loune          |
| 7  | Austria (bandiera)     | A     | Florian Jaritz     |
| 8  | Grecia (bandiera)      | C     | Kosmas Gkezos      |
| 9  | Austria (bandiera)     | A     | Nicolas Binder     |
| 10 | Germania (bandiera)    | A     | Sinan Karweina     |
| 11 | Stati Uniti (bandiera) | A     | Sebastian Soto     |
| 13 | Germania (bandiera)    | P     | Phillip Menzel     |
| 14 | Austria (bandiera)     | C     | Christopher Cvetko |

| N. |                     | Ruolo | Calciatore             |
| -- | ------------------- | ----- | ---------------------- |
| 17 | Italia (bandiera)   | D     | Simon Straudi          |
| 19 | Scozia (bandiera)   | C     | Andy Irving            |
| 20 | Germania (bandiera) | C     | Rico Benatelli         |
| 23 | Austria (bandiera)  | C     | Max Besuschkow         |
| 24 | Austria (bandiera)  | C     | Christopher Wernitznig |
| 31 | Austria (bandiera)  | D     | Thorsten Mahrer        |
| 33 | Germania (bandiera) | D     | Till Schumacher        |
| 34 | Austria (bandiera)  | D     | Jannik Robatsch        |
| 37 | Austria (bandiera)  | D     | Nicolas Wimmer         |
| 39 | Germania (bandiera) | A     | Jonas Arweiler         |
| 77 | Austria (bandiera)  | C     | Aaron Sky Schwarz      |
| 92 | Austria (bandiera)  | C     | Fabio Markelic         |
| 99 | Croazia (bandiera)  | A     | Anton Maglica          |

### Rosa 2022-2023
Aggiornata al 5 marzo 2023.
| N. |                        | Ruolo | Calciatore            |
| -- | ---------------------- | ----- | --------------------- |
| 1  | Austria (bandiera)     | P     | Marco Knaller         |
| 2  | Paesi Bassi (bandiera) | D     | Solomon Bonnah        |
| 5  | Austria (bandiera)     | D     | Michael Blauensteiner |
| 6  | Uruguay (bandiera)     | D     | Maximiliano Moreira   |
| 7  | Austria (bandiera)     | A     | Florian Jaritz        |
| 8  | Grecia (bandiera)      | C     | Kosmas Gkezos         |
| 9  | Germania (bandiera)    | A     | Sinan Karweina        |
| 11 | Stati Uniti (bandiera) | A     | Sebastian Soto        |
| 12 | Nigeria (bandiera)     | C     | Daniel Francis        |
| 13 | Germania (bandiera)    | P     | Phillip Menzel        |
| 14 | Austria (bandiera)     | C     | Christopher Cvetko    |
| 16 | Austria (bandiera)     | A     | Nicolas Binder        |
| 17 | Italia (bandiera)      | D     | Simon Straudi         |
| 18 | Germania (bandiera)    | C     | Moritz Berg           |
| 19 | Scozia (bandiera)      | C     | Andy Irving           |
| 20 | Germania (bandiera)    | C     | Rico Benatelli        |

| N. |                     | Ruolo | Calciatore             |
| -- | ------------------- | ----- | ---------------------- |
| 21 | Austria (bandiera)  | C     | Vesel Demaku           |
| 23 | Austria (bandiera)  | A     | Florian Rieder         |
| 24 | Austria (bandiera)  | D     | Christopher Wernitznig |
| 26 | Canada (bandiera)   | A     | Matthew Durrans        |
| 28 | Austria (bandiera)  | C     | Emilian Metu           |
| 30 | Austria (bandiera)  | P     | David Puntigam         |
| 31 | Austria (bandiera)  | D     | Thorsten Mahrer        |
| 32 | Austria (bandiera)  | A     | Markus Pink (capitano) |
| 33 | Germania (bandiera) | D     | Till Schumacher        |
| 35 | Germania (bandiera) | C     | Alexander Fuchs        |
| 37 | Austria (bandiera)  | D     | Nicolas Wimmer         |
| 39 | Germania (bandiera) | A     | Jonas Arweiler         |
| 44 | Austria (bandiera)  | P     | Marcel Köstenbauer     |
| 70 | Austria (bandiera)  | C     | Fabian Miesenböck      |
| 81 | Turchia (bandiera)  | C     | Turgay Gemicibaşi      |

### Rosa 2021-2022
| N. |                     | Ruolo | Calciatore             |
| -- | ------------------- | ----- | ---------------------- |
| 1  | Germania (bandiera) | P     | Lennart Moser          |
| 4  | Austria (bandiera)  | C     | Patrick Greil          |
| 5  | Austria (bandiera)  | D     | Michael Blauensteiner  |
| 6  | Uruguay (bandiera)  | D     | Maximiliano Moreira    |
| 7  | Austria (bandiera)  | C     | Florian Jaritz         |
| 8  | Grecia (bandiera)   | D     | Kosmas Gkezos          |
| 9  | Croazia (bandiera)  | A     | Darijo Pecirep         |
| 10 | Germania (bandiera) | C     | Julian von Haacke      |
| 11 | Slovenia (bandiera) | C     | Rajko Rep              |
| 12 | Svezia (bandiera)   | A     | Alex Timossi Andersson |
| 13 | Germania (bandiera) | P     | Phillip Menzel         |
| 14 | Austria (bandiera)  | C     | Christopher Cvetko     |
| 18 | Germania (bandiera) | C     | Alexander Fuchs        |
| 19 | Germania (bandiera) | A     | Luca Grillemeier       |
| 20 | Germania (bandiera) | A     | Tim Maciejewski        |
| 21 | Austria (bandiera)  | P     | Marcel Köstenbauer     |
| 22 | Austria (bandiera)  | A     | Patrick Hasenhüttl     |

| N. |                                 | Ruolo | Calciatore          |
| -- | ------------------------------- | ----- | ------------------- |
| 23 | Austria (bandiera)              | C     | Florian Rieder      |
| 27 | Austria (bandiera)              | D     | Florian Freissegger |
| 28 | Germania (bandiera)             | D     | Herbert Paul        |
| 29 | Cina (bandiera)                 | P     | Shaoziyang Liu      |
| 30 | Austria (bandiera)              | P     | David Puntigam      |
| 31 | Austria (bandiera)              | D     | Thorsten Mahrer     |
| 32 | Austria (bandiera)              | A     | Markus Pink         |
| 33 | Germania (bandiera)             | D     | Till Schumacher     |
| 37 | Austria (bandiera)              | D     | Nicolas Wimmer      |
| 47 | Austria (bandiera)              | D     | Hubert Griesebner   |
| 63 | Croazia (bandiera)              | D     | Ivan Šaravanja      |
| 70 | Austria (bandiera)              | C     | Fabian Miesenböck   |
| 71 | Bosnia ed Erzegovina (bandiera) | A     | Benjamin Hadžić     |
| 77 | Canada (bandiera)               | A     | Gloire Amanda       |
| 80 | Austria (bandiera)              | A     | Lukas Fridrikas     |
| 81 | Turchia (bandiera)              | C     | Turgay Gemicibaşi   |

### Rosa 2020-2021
| N. |                     | Ruolo | Calciatore            |
| -- | ------------------- | ----- | --------------------- |
| 1  | Germania (bandiera) | P     | Rico Sygo             |
| 4  | Austria (bandiera)  | C     | Patrick Greil         |
| 6  | Uruguay (bandiera)  | D     | Maximiliano Moreira   |
| 7  | Austria (bandiera)  | C     | Florian Jaritz        |
| 8  | Grecia (bandiera)   | D     | Kosmas Gkezos         |
| 9  | Croazia (bandiera)  | A     | Darijo Pecirep        |
| 11 | Germania (bandiera) | C     | Mc Moordy King Hüther |
| 13 | Germania (bandiera) | P     | Phillip Menzel        |
| 14 | Austria (bandiera)  | A     | Christopher Cvetko    |
| 16 | Austria (bandiera)  | A     | Oliver Markoutz       |
| 17 | Germania (bandiera) | C     | Kwabe Schulz          |
| 18 | Austria (bandiera)  | C     | Markus Rusek          |

| N. |                                 | Ruolo | Calciatore          |
| -- | ------------------------------- | ----- | ------------------- |
| 19 | Italia (bandiera)               | D     | Simon Straudi       |
| 26 | Austria (bandiera)              | D     | Alexander Killar    |
| 27 | Austria (bandiera)              | C     | Florian Freissegger |
| 28 | Germania (bandiera)             | D     | Herbert Paul        |
| 30 | RD del Congo (bandiera)         | A     | Mersei Dieu Nsandi  |
| 31 | Austria (bandiera)              | D     | Thorsten Mahrer     |
| 32 | Austria (bandiera)              | A     | Markus Pink         |
| 44 | Germania (bandiera)             | C     | Philipp Hütter      |
| 63 | Croazia (bandiera)              | D     | Ivan Saravanja      |
| 71 | Bosnia ed Erzegovina (bandiera) | A     | Benjamin Hadžić     |
| 77 | Slovenia (bandiera)             | P     | Kristijan Kondic    |
| 92 | Austria (bandiera)              | C     | Fabio Markelic      |